# Pléneuf-Val-André

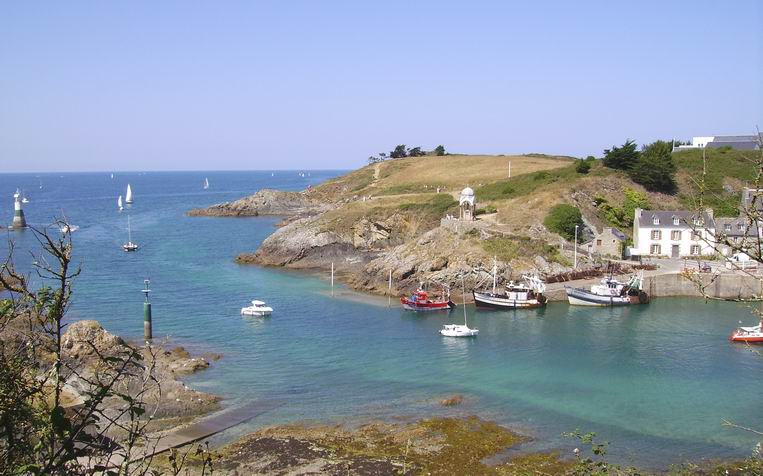
Pointe de la Guette (Dahouët)

Pléneuf-Val-André (bret. Pleneg-Nantraezh) – miejscowość i gmina we Francji, w regionie Bretania, w departamencie Côtes-d’Armor.
Według danych na rok 1990 gminę zamieszkiwało 3600 osób, a gęstość zaludnienia wynosiła 211 osób/km² (wśród 1269 gmin Bretanii Pléneuf-Val-André plasuje się na 135. miejscu pod względem liczby ludności, natomiast pod względem powierzchni na miejscu 594.).

## Bibliografia

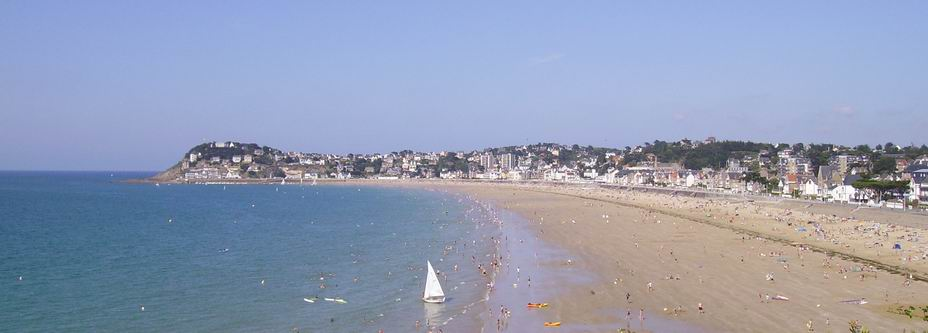
Val-André